# Drosicha turkestanica
Drosicha turkestanica är en insektsart som beskrevs av Archangelskaya 1931. Drosicha turkestanica ingår i släktet Drosicha och familjen pärlsköldlöss. Inga underarter finns listade i Catalogue of Life.